# Hugo Butler
Pour les articles homonymes, voir Butler.
Hugo Butler (né le 4 mai 1914 à Calgary (Alberta, au Canada) et mort le 7 janvier 1968 à Hollywood) est un scénariste canadien ayant fait sa carrière dans le cinéma américain.

## Biographie
Journaliste et dramaturge, Hugo Butler débute en 1937 à la MGM  pour le film de Frank Borzage, La Grande Ville (The Big City). Après la guerre, il collabore avec Jean Renoir dans L'Homme du  Sud (1945), John Berry et Joseph Losey (Le Rôdeur, 1951). Ses opinions politiques lui valent d'être suspecté par la Commission des activités antiaméricaines (HUAC) en 1953. Il cesse officiellement de travailler  durant une dizaine d'années. Toutefois, émigré au Mexique, il signe des scénarios sous un nom d'emprunt. Au début des années 1960, il peut, à nouveau, exercer ses fonctions dans le cinéma américain.
De 1940 à sa mort, il est marié à l'actrice, scénariste et écrivaine Jean Rouverol (1916-2017).

## Filmographie partielle

### Comme scénariste
- 1937 : La Grande Ville (The Big City) de Frank Borzage
- 1937 : Secrets de famille (A Family Affair) de George B. Seitz
- 1938 : Un conte de Noël (A Christmas Carol), d'après Charles Dickens, réalisé par Edwin L. Marin
- 1939 : Les Aventures de Huckleberry Finn (The Adventures of Huckleberry Finn) de Richard Thorpe
- 1939 : Avocat mondain (Society Lawyer), d'Edwin L. Marin
- 1940 : La Jeunesse d'Edison(Young Tom Edison) de Norman Taurog
- 1940 : Wyoming de Richard Thorpe
- 1943 : Fidèle Lassie (Lassie Come Home) de Fred McLeod Wilcox
- 1945 : L'Homme du Sud (The Southerner) de Jean Renoir
- 1946 : Le Bel Espoir (Miss Susie Slagle's) de John Berry
- 1946 : From This Day Forward de John Berry
- 1951 : Menace dans la nuit (He Ran All the Way) de John Berry
- 1951 : Le Rôdeur (The Prowler) de Joseph Losey
- 1951 : La Grande Nuit (The Big Night) de Joseph Losey (non crédité)
- 1952 : Les Aventures de Robinson Crusoé de Luis Buñuel (sous le nom de Philip Ansell Roll)
- 1956 : Feuilles d'automne (Autumn Leaves) de Robert Aldrich
- 1956 : Torero de Carlos Velo (sous le nom de Hugo Mozo)
- 1960 : La Jeune Fille (The Young One) de Luis Buñuel (sous le nom de H.P. Addis)
- 1960 : Los pequeños gigantes (documentaire), réalisation et scénario sous le nom d'Hugo Mozo
- 1962 : Eva de Joseph Losey
- 1962 : Sodome et Gomorrhe de Robert Aldrich
- 1968 : Le Démon des femmes (The Legend of Lylah Clare) de R. Aldrich